# Українські народні казки

Обкладинка книги «100 казок. Найкращі українські казки», том 1, вид-во «А-ба-ба-га-ла-ма-га», 2005 рік, ілюстрації — Владислав Єрко

Українська народна казка «Кривенька качечка», класична ілюстрація Валентини Мельниченко

Украї́нські наро́дні казки́ — жанр українського фольклору, представлений творами чарівного, пригодницького чи побутового змісту усного походження з настановою на вигадку, що розповідаються з розважальною чи пізнавальною метою. В українських казках висвітлено вірування, духовні цінності та побут українського народу й його попередників. Усі казки зазвичай поділяються на три групи: чарівні, соціально-побутові та про тварин. Українські народні казки лежать в основі вітчизняних літературних казок.

## Особливості
Найдавнішим жанровим різновидом народних казок вважаються казки про тварин і рослини, пов'язані з віруваннями у тотемних предків. З українських казок це такі, як «Лисичка-суддя», «Пан Коцький», «Як заєць ошукав ведмедя», тощо. Значна частина казок про тварин висвітлює мисливську обрядовість: час полювання на диких тварин; замовляння, призначені заохотити, виправдати вбивство тварини. Для таких казок притаманна кумулятивність — поступове накопичення однорідних дійових осіб або дій. Їхнє виникнення можна відносити до неоліту, коли на теренах України ще не було землеробства та тваринництва, або коли вони не були повсюдно поширені.
Чарівні казки становлять найбільшу частку українських казок: «Дівчина та Місяць», «Василина Прекрасна», «Тісто-богатир», «Яйце-райце», «Летючий корабель», «Котигорошко», «Ох», «Кривенька качечка» й таке інше. В них вбачаються по-перше відголоски уявлень слов'ян про влаштування світу, так, яйце — символ народженого світу, повноти буття; світове дерево (яблуня, верба, береза, клен) — зв'язок між небесними й земними рівнями буття; змієборство — протистояння добра і зла; жива і мертва вода; камінь — вхід і вихід з потойбічного світу; Костій (Кощій) — уособлення першопредка, символ смертного, матеріального в людській природі. По-друге чарівні казки висвітлюють обряди ініціації — посвячення людини в новий статус, що відбувалося при набутті повноліття, одруженні, залученні до корисної діяльності. Звідси символічна смерть і переродження героя, здобуття знакових предметів, які наділяються чарівними властивостями. Герої таких казок уособлюють учасників обряду.
Найпізніші казки — соціально-побутові, поява яких спричинена соціальним розшаруванням суспільства. Наприклад, «Мудра дівчина», «Хліб і золото», «Правда і Кривда», «Названий батько», «Піп та селянин», Бичок ‒ смоляний бочок.
В українських народних казках вбачаються сліди стародавніх звичаїв, пам'ять про які майже не зберіглася в інших європейських народів. Так, багатством в українських казках часто володіє не чоловік, як в інших народів, а жінка (дівчина) через бутність материзни, коли спадок передавався від матері до доньки. Суто негативні в інших народів дійові особи, як от Змій, можуть виявляти честь і гостинність: зустрічають героя, що прийшов з ними битися, застіллям, дають право першого удару. Підстави цього вбачаються у збереженні язичницького світогляду, де надприродні сили ще не поділяються на однозначно добрих і злих.

## Провідні мотиви

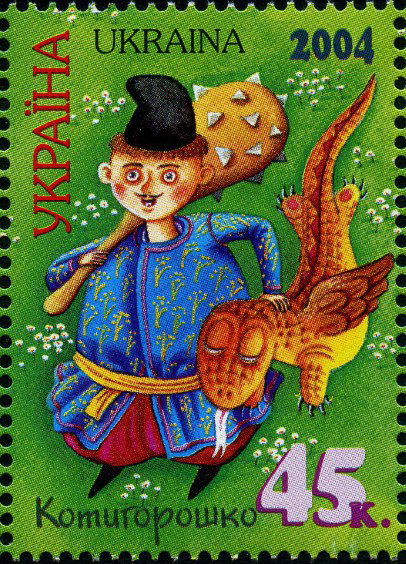
Котигорошко — персонаж української казки на марці

Михайло Грушевський виділив головні мотиви українських народних казок:
- Космічні сили: сонце, місяць, вітер, мороз, град. Людина протистоїть їм, змагається з ними, щоб досягти порядку. Особливо поширені два задуми: відновлення знищеного урожаю і розшукування жінки, котру викрало сонце, вітер або інша сила.
- Неймовірні надприродні земні сутності: дух землі, або лісовик, «Ох», що живе в могилі або в пеньку і забирає до себе людей, котрих потім доводиться різним способом виручати, або виручатись самим. Подібність становить Водяний дід чи цар, або «дід криничний», що змушує чоловіка — купця-мореплавця чи мандрівника — пообіцяти йому дитину, яка народилась без нього вдома.
- Баба-людоїдка: лиха баба, особливо небезпечна для дітей, котрих хоче з'їсти, але ті різними способами рятуються від неї або обдурюють. Найбільш знана оповідь — казка про Івасика-Телесика.
- Змій: під нашаруванням мотиву святих змієборців (св. Юрія, Дмитра, Федора) і християнської демонології, де Змій являється звичайним втіленням нечистої сили, простежуються неповторні стародавні мотиви змія як сторожа дерева життя і безсмертя, живої води. В інших оповідях образ змія постає в іншому вигляді: змій прилітає до дівчини або молодиці як інкуб-перелесник.
- Кощій Безсмертний: образ, відповідний Змієві, втім, в українських переказах він охляв і казки про Кощія значною мірою, перейняті в росіян. В основі лежать мотиви знаходження душі персонажа в квітці, яйці, та образ уособлення смерті, кістяка.
- Кобиляча голова: подібна до Кощія, котра втім не шкодить діяльно, хоча може згубити людину за непошану, або ж нагородити за пошану. Образ поза Україною мало відомий, але в українському фольклорі досить поширений.
- Одноокий людоїд, від котрого людина рятується, хитро вибравши йому останнє око. Мотив Поліфема Одіссеї, дуже розповсюджений в народній усній творчості Європи та Середньої Азії.
- Доля, Недоля, Злидні: сукупність образів, доволі хитких і складних, які то наближаються до чисто поетичних уособлень людського життя і незрозумілого збігу обставин, то переходять в більш конкретизовані, фантастичні образи істот з самостійним існуванням. В казках людина ловить і б'є недобру долю, чи іншими способами змушує змінити свою вдачу і поведінку, чи добивається від неї поради або позбувається, хитрим способом утікає від неї, ув'язнює. Цей задум особливо розроблюється в зв'язку з темою про заздрісного (багатого) брата, котрий знаходить вигнаних хитрощами бідним братом злиднів, і ті пристають до нього.
- Невідворотні, чудесно народжені герої: дійові особи казок з особливою наперед визначеною долею, наділені видатними рисами, що родяться в незвичайний спосіб: з кісток, попелу, дерева, пташиних яєць, юшки золотоперої щуки тощо. Зміст широко розповсюджений по світу, особливо в родових переказах різних династій. Герої таких казок малолітні (наприклад, семиліток, дівка-семилітка), метафорично зображаючи перехід дітей як неповноцінних членів стародавнього суспільства в статус дорослих. Вони вирушають на подвиги — з власної волі, чи під впливом якоїсь біди, яка насувається на батьківщину, і з нею не можуть впоратись старші брати або батьки героя. Герой мусить врятувати власних батьків, братів або здобути жінку, вдаючись до допомоги чарівних сил, для чого повинен проявити моральні якості. Разом з тим:
  - Часто він має чудового коня та товаришів з надзвичайними здібностями чи незвичайного походження. В подорожах йому допомагають чарівні звірі.
  - Нерідко зазнає метаморфоз — перетворюється на сокола, коня тощо аби втекти від переслідування чи досягти певного місця.
  - Користується чудодійними засобами — живою і мертвою водою, показниками шляху, чарівними речами, що свідчать про правду на боці героя.

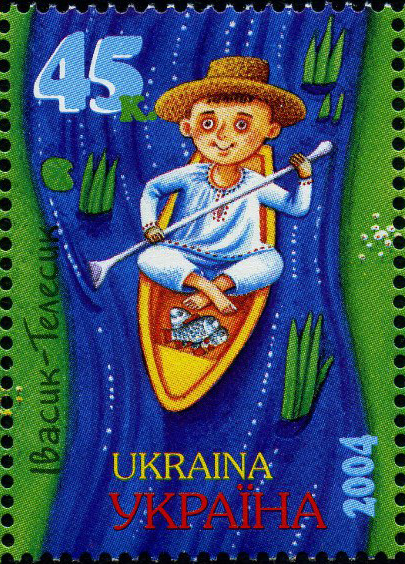
Івасик-Телесик — персонаж української казки на марці

- Івасик-Телесик — персонаж української казки на марціРодинні мотиви: незвичайні родинні відносини в патріархальній родині, котрі належить усунути. Такі казки пов'язуються з розпадом родо-племінного ладу і як наслідок зникненням моральних спонукань, які давала родова єдність. Особливо
  - Зла мачуха та її прийомна донька, «дідова донька», котру кривдять, виганяють з дому або всякими способами намагаються звести зі світу «баба» і «бабина донька». «Дід» при цьому звичайно не виявляє ніякої енергії для оборони скривдженої. Але її покірність, щирість, доброта і привітність до всіх, кого з нею зводить доля, надають їй допомогу та винагороду. Часто недобра «бабина донька» потім намагається отримати такі ж скарби, але зрештою зазнає збитків.
  - Недобра жінка або сестра, котра перебуває в змові з надприродними силами, хоче позбутися свого чоловіка або брата: задає йому різні небезпечні, безвихідні завдання. Чоловік знаходить добрих помічників — звірів, чудесного коня або псів, або мудру і добру помічницю, котра розкриває йому очі на забаганки його жінки чи сестри, і з цією порадницею він одружується, а злу жінку (чи сестру) вбиває чи виганяє.
  - Добра, мудра помічниця, котра виправляє забуття зроблених героєм добрих справ, що сталося через недотримання ним заборони.
  - Добра і вірна жінка, місце якої посідає її недобра сестра (також часом «бабина дочка»), саму жінку обертає на звіра, відбирає очі, душу і тому подібне, потім оббріхує перед чоловіком, щоб вигнати жінку, забрати її дітей та інше, поки якимсь способом, більш або менш чудесним, не відкривається правда й вірність доброї жінки і злоба її суперниці. Іноді ворогом постає невірний приятель чоловіка або його слуга. Одним з варіантів є вірна жінка, полишена чоловіком, котра його вірно чекає і дожидається, попри нагоду одружитися вдруге.
  - Сватання або відшукування викраденої жінки — зав'язка, що часто слугує скелетом «казок про пригоди», де доводиться добувати дівчину чи жінку, зняти чари, накладені на дівчину або викрадену жінку злими чарівниками.
  - Засуджені на смерть, вигнані або чудесними й природними засобами урятовані і виховані діти, особливо хлопець, якому доля присуджує стати вбивцею батьків, здобути царство і тому подібне, що стається попри всі намагання цьому завадити.
  - Зневажені (упосліджені) діти: попелюхи-хлопці і попелюшки-дівчата; тема споріднена з дідовою донькою і найменшим братом-дурнем, які здобувають щастя і багатство.
  - Три брати, менший брат: дурень якому щастить; широко розповсюджена і відома оповідь, яка об'єднує в собі два мотиви: а) щасливий дурень б) менший брат, котрим нехтують старші брати, що виявляє далеко більше і мудрості, і моральної вартості, тому знаходить прихильників і захисників, здобуває успіх. Звичайними помічниками простодушного, чесного дурня, є вдячні звірі та особливо чудесний кінь.
  - Суперництво двох братів: заздрісного й багатого старшого і доброго й бідного молодшого. Тема споріднена з темою неминучої долі, злиднями і їх позбуттям.
  - Поза колом родинних взаємин лежать такі теми, як: немилосердний і гордий цар та його покарання; викрадачі, які виконують крадіжку в неможливих умовах; мудрий і сильний або наділений нелюдськими силами робітник, котрого бере скупий та заздрісний хазяїн і від того гине; розбійники — переважно дурні (тема споріднена з нерозумними велетнями, від котрих рятуються вхоплені ними діти, дівчата і подібне); глупі народи і дурні взагалі.

## Дослідження українських народних казок
Вперше термін «казка» зустрічається у Лаврентія Зизанія 1596 року як рівнозначний до «басень», «байка». У словнику Памви Беринди «Лексікон словенороский і імен толкованіє» (1627) «казка» ототожнюється з «байка», «вимисел». Різниці між байкою і казкою не вбачав і Григорій Сковорода.
У великій кількості, українські народні казки почали записуватися з початку XIX ст. Першими дослідниками, що започаткували збирання народних казок, були Євген Гребінка, Петро Гулак-Артемовський, Микола Цертелєв, Михайло Максимович, Ізмаїл Срезневський, Левко Боровиковський, Микола Костомаров, Осип Бодянський («Наські українські казки») та ін. З середини ХІХ ст. записували та оприлюднювали тексти казок Пантелеймон Куліш, Данило Мордовець, Іван Манжура, Михайло Драгоманов, Володимир Гнатюк, Володимир Шухевич, Василь Милорадович, Марко Вовчок та інші.
Першим цілісним виданням української казкової прози, було двотомне видання Івана Рудченка. Наступні збірники казок опублікували Павло Чубинський, Каленик Шейковський, Борис Грінченко, Володимир Гнатюк, Іван Манжура. В часописах для дітей друкували казки Ганна Барвінок, Олена Пчілка, Леся Українка. Вони були авторами перших наукових розвідок про українську народну казку та методичних порад щодо запису оповідей під час тематичних подорожей.
Іван Франко писав статті, в яких досліджував соціально-історичний ґрунт казкового епосу, розкривав його міжслов'янські ідейно-художні особливості. Значний внесок у вивчення казки зробили етнографи, літературознавці, музикологи, педагоги, філософи: Маркіян Шашкевич, Левко Боровиковський, Амвросій Метлинський, Михайло Максимович, Михайло Драгоманов, Пантелеймон Куліш, Микола Костомаров, Олександр Потебня, Станіслав Людкевич, Філарет Колесса та інші.
Основу для систематизації казок заклали Павло Чубинський, Микола Сумцов, Михайло Драгоманов, Павло Іванов, Петро Єфименко, Володимир Гнатюк, Василь Милорадович, Тадей Рильський та ін. Іван Рудченко, критикуючи класифікації творів фольклору, зокрема казок, створив їхнє тематичне групування: про звірів, про птиць, нечисту силу, зміїв, богатирів, про билицю, бувальщину.
У XX столітті дослідження казок й переказів, здійснювали Лідія Дунаєвська, казок про тварин і байок — Володимир Крекотень, Степан Карпенко. А Лев Бараг, Іван Березовський, Костянтин Кабашніков, Микола Новиков розробляли порівняльні покажчики сюжетів східнослов'янських казок на основі покажчика Аарне-Томпсона. В останній третині XX століття українську народну казку досліджували Віктор Давидюк, Лідія Дунаєвська, Олександра Бріцина та інші сучасники.